# Сибуити

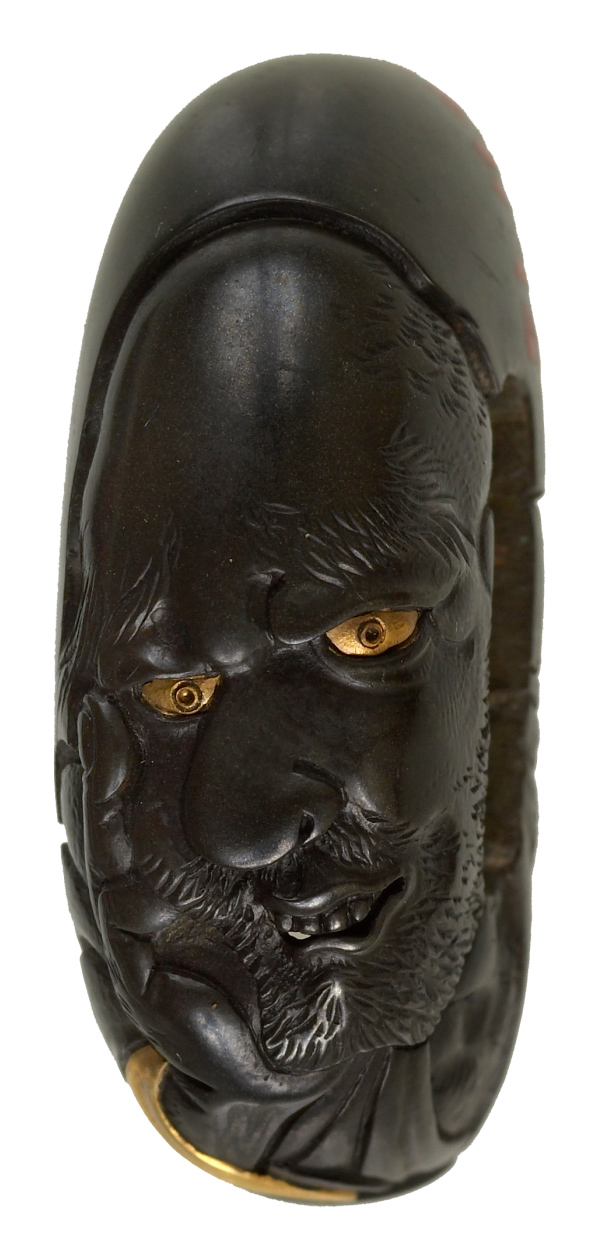
Hamano Shozui — Кашира (часть ручки катаны), чёрный патинированный cибуичи

Сибуити (сибуичи) (яп. 四分一 четверть) — сплав серебра и меди в пропорции 1 часть серебра и до 3 частей меди. Другие версии имеют более 50 % серебра, для более светлого цвета и распространены в тёмном (90 % меди, 10 % серебра) и светло-сером (70 % меди, 30 % серебра) цветe. Как правило, изделия из этого сплава патинированы в чёрный или фиолетовый цвета и дополнительно украшены вставками из золота, серебра, латуни, меди и бронзы. Он используется при изготовлении декоративных деталей японского меча катана. Используется в технике Мокумэ-ганэ. Патинируется в синий и зелёный цвета с помощью рокусё.